# RAMI (marque de miniatures)
Pour les articles homonymes, voir Rami (homonymie).
 (mai 2011).
Si vous disposez d'ouvrages ou d'articles de référence ou si vous connaissez des sites web de qualité traitant du thème abordé ici, merci de compléter l'article en donnant les références utiles à sa vérifiabilité et en les liant à la section « Notes et références ».
RAMI (« Rétrospectives Automobiles Miniatures ») est une marque de miniatures automobiles qui fut exploitée par l'entreprise JMK de 1958 à 1969. Les modèles produits, d'échelle approximative 1/43, sont des reproductions d'automobiles d'avant-guerre.

## Modèles
| Référence | Modèle                                    | Année d'introduction |
| --------- | ----------------------------------------- | -------------------- |
| 1         | Renault Taxi de la Marne                  | 1958                 |
| 2         | Dedion Bouton Vis-à-Vis                   | 1958                 |
| 3         | Lion-Peugeot Double Phaëton 1908          | 1958                 |
| 4         | Citroën 5HP Torpedo                       | 1958                 |
| 5         | Dedion Bouton Cab 1900                    | 1958                 |
| 6         | Bugatti Type 35C                          | 1959                 |
| 7         | Citroën B2                                | 1959                 |
| 8         | Sizaire et Naudin Course 1906             | 1959                 |
| 9         | Rochet Schneider 1906                     | 1960                 |
| 10        | Hispano-Suiza Coupé Type J-12             | 1960                 |
| 11        | Gobron Brillée 1899                       | 1961                 |
| 12        | Gauthier Wehrlé 1897                      | 1962                 |
| 13        | Packard Landaulet 1912                    | 1962                 |
| 14        | Peugeot Coupé 1898                        | 1962                 |
| 15        | Ford T Roadster 1907                      | 1963                 |
| 16        | Ford T Torpedo 1908                       | 1963                 |
| 17        | Panhard et Levassor "La Marquise"         | 1964                 |
| 18        | Panhard et Levassor Tonneau Ballon        | 1964                 |
| 19        | Hautier Taxi Électrique 1898              | 1964                 |
| 20        | Delaunay Belleville 1904                  | 1964                 |
| 21        | Georges Richard Tonneau 1902              | 1964                 |
| 22        | Scotte Voiture à Vapeur 1892              | 1965                 |
| 23        | Renault Tonneau                           | 1965                 |
| 24        | Lorraine-Dietrich 1911                    | 1965                 |
| 25        | Panhard et Levassor Tonneau               | 1965                 |
| 26        | Delahaye Phaëton                          | 1965                 |
| 27        | Audibert et Lavirotte                     | 1966                 |
| 28        | Léon Bollée                               | 1966                 |
| 29        | SPA Course 1912                           | 1966                 |
| 30        | Amédée Bollée "La Mancelle" à vapeur 1878 | 1966                 |
| 31        | Luc Court Course 1901                     | 1967                 |
| 32        | Brazier 1908                              | 1967                 |
| 33        | Berliet 1910                              | 1967                 |
| 34        | Mieusset 1903                             | 1967                 |
| 35        | Dedion Bouton Course 1902                 | 1968                 |
| 36        | Lacroix de Laville 1898                   | 1968                 |
| 37        | Delage Torpedo 1932                       | 1968                 |
| 2 bis     | Motobloc Tonneau 1902                     | 1968                 |
| 38        | Mercedes Benz SSK 1927                    | 1968                 |
| 39        | Opel Laubfrosh                            | 1968                 |